# McKinnon Glacier
McKinnon Glacier är en glaciär i Antarktis. Den ligger i Östantarktis. Australien gör anspråk på området. McKinnon Glacier ligger 890 meter över havet.
Terrängen runt McKinnon Glacier är varierad. McKinnon Glacier ligger uppe på en höjd. Trakten är obefolkad. Det finns inga samhällen i närheten. 